# Daşoguz repülőtér
A Daşoguz repülőtér (IATA: TAZ, ICAO: UTAT) Türkmenisztán egyik nemzetközi repülőtere, amely Daşoguz Region közelében található. 

## Futópályák
A repülőtér futópályái:
- 08/26 (3750 m, 60 m, beton)

## Forgalom
Az utasforgalom az elmúlt években az alábbi módon változott:

## Légitársaságok és úticélok
2023-ban a Daşoguz repülőtérről az alábbi járatok indulnak:

### Személy
| Légitársaság          | Célállomások                       |
| --------------------- | ---------------------------------- |
| Turkmenistan Airlines | Ashgabat, Kerki, Mary, Türkmenbaşy |

### Cargo
| Légitársaság          | Célállomások                |
| --------------------- | --------------------------- |
| Turkmenistan Airlines | Ashgabat, Mary, Türkmenbaşy |